# Pterobryon densum
Pterobryon densum là một loài Rêu trong họ Pterobryaceae. Loài này được Hornsch. miêu tả khoa học đầu tiên năm 1840.